# Brilleneidechse
Die Brilleneidechse (Scelarcis perspicillata) gehört zur Familie der Echten Eidechsen (Lacertidae) und lebt in Nordwestafrika. Es handelt sich um die einzige Art der Gattung Scelarcis.

## Merkmale
Die Brilleneidechse ist eine mittelgroße Eidechsenart mit einer Gesamtlänge von bis zu 17 cm. Die Kopf-Rumpf-Länge kann maximal 6 cm betragen. Die Tiere haben einen schlanken Habitus, mit einem abgeflachten Kopf und Rumpf und einer spitz auslaufenden Schnauze. Das untere Augenlid weist ein großes transparentes Fenster auf, das zum Artnamen geführt hat. Färbung und Zeichnung der Art sind sehr variabel, es werden drei Zeichnungstypen unterschieden: Gefleckte bzw. genetzte, gestreifte und zeichnungslose Exemplare. Die Grundfarbe der ersten beiden Typen ist grünlich, beige oder blaugrün mit mehr oder weniger ausgeprägter schwarzer Netzbildung oder mit grünlich-weißer bis gelber, schwarz umrahmter Fleckung. Die zeichnungslose Form ist oberseits oliv bis braunoliv mit Bronzeschimmer. Die Unterseite ist fleckenlos weiß, bläulich oder grünlich, doch kann die Kehle schwarz gefleckt sein. Die Jungtiere weisen türkisblaue Schwänze auf.

## Verbreitung

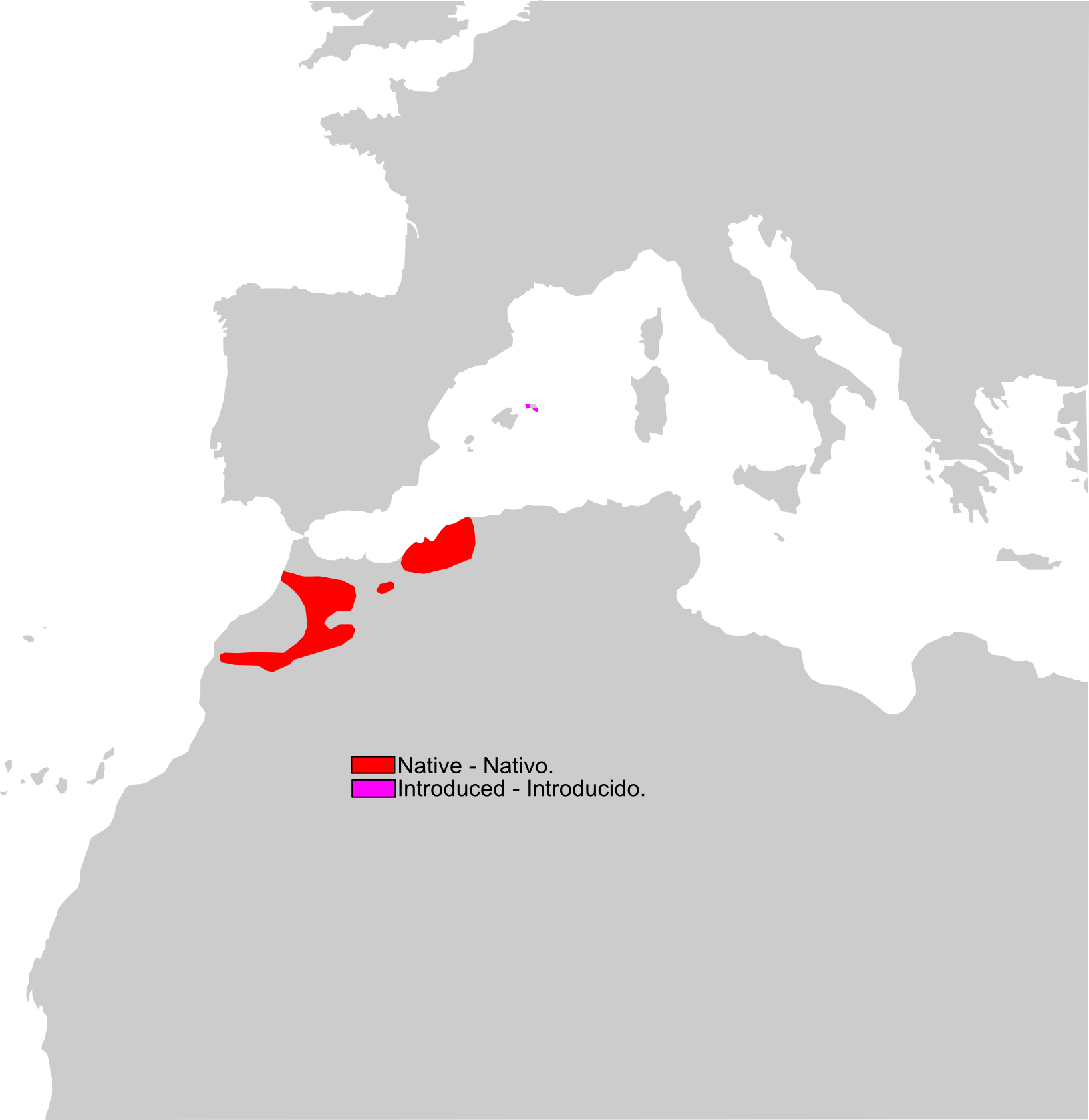
Das Verbreitungsgebiet der Brilleneidechse. In rot ist das natürliche Verbreitungsgebiet zu sehen, in pink das Areal, in dem sie eingeführt wurde.

Das natürliche Verbreitungsgebiet liegt im Nordwesten Afrikas, wo die Art vom westlichen Marokko bis in den Nordwesten Algeriens vorkommt. In Europa kommt sie auf Menorca vor, wohin die Art vermutlich schon in der Antike oder in der Zeit der maurischen Herrschaft eingeschleppt wurde. Entdeckt wurde sie dort aber erst im Jahre 1923.

## Lebensraum
Von Meeresspiegelhöhe bis in 2200 m über NN im Hohen Atlas. Die Art kann hervorragend klettern und ist bestens an senkrechte Felslebensräume angepasst. Auf Menorca lebt sie an senkrechten Felsen und Mauern, auch direkt am Hafen von Ciutadella, sowie an felsigen Küstenabschnitten, in der Regel vergesellschaftet mit Mauergeckos.

## Lebensweise
Die Küstenpopulationen sind ganzjährig aktiv, in den höheren Bergregionen Marokkos hält die Art eine Winterruhe. Die Paarung findet mit dem für Echsen typischen Flankenbiss statt. Ungefähr im Juni legen die Weibchen 1–4 langgestreckte Eier. Die Jungtiere schlüpfen in den Küstenregionen im August. Die Nahrung besteht vor allem aus Insekten, wie Fliegen und Hautflüglern. Fliegende Insekten können sogar im Sprung erbeutet werden. Gelegentlich wird auch Fruchtfleisch gefressen. In Nordafrika stillen die Tiere ihren Durst an Früchten von Kreuzdorngewächsen.

## Gefährdung
Die IUCN listet die Art als nicht gefährdet (least concern) mit einer stabilen Population.

## Unterarten
- Scelarcis perspicillata chabanaudi (Werner, 1931)
- Scelarcis perspicillata pellegrini  (Werner, 1929)
- Scelarcis perspicillata perspicillata (Duméril & Bibron, 1839)

## Taxonomie
Die Art wurde als Lacerta perspicillata erstbeschrieben, 1973 in die Gattung Podarcis gestellt und 1996 in die Gattung Teira. Im gleichen Jahr wurde von anderen Autoren die Gattung Scelarcis vorgeschlagen, die sich mittlerweile durchgesetzt hat.